# Hermann Schwartze
Hermann Hugo Rudolf Schwartze, född 7 september 1837 i Neuhof (numera del av Penkun), Pommern, död 20 augusti 1910 på Schloss Tannefeld vid Ronneburg, var en tysk läkare.
Schwartze var den första tyske professorn inom otiatri. Schwartze blev 1859 medicine doktor, 1863 privatdocent, 1868 extra ordinarie och 1903 ordinarie professor i öronsjukdomar i Halle an der Saale. Tillsammans med Anton von Troeltsch och Adam Politzer grundade han 1864 tidskriften "Archiv für Ohrenheilkunde".
Bland hans skrifter märks Die Paracentese des Trommelfells (1868), Pathologische Anatomie des Ohrs (1878), Lehrbuch der kirurgischen Krankheiten des Ohrs (1885), Handbuch der Ohrenheilkunde (1892–93) och Grundriss der Otologie (1905).